# Энгер (город)
Э́нгер (нем. Enger МФА: [ˈɛŋɐ]о файле, н.-нем. Enger) — город в Германии, в земле Северный Рейн-Вестфалия.
Подчинён административному округу Детмольд. Входит в состав района Херфорд. Население составляет 20 090 человек (на 31 декабря 2009 года). Занимает площадь 41,21 км². Официальный код — 05 7 58 008.
Город подразделяется на девять городских районов: Белке-Штайнбек, Безенкамп, Драйен, Энгер (Центр города), Герингхаузен (Вест), Олдингхаузен, Пёдингхаузен, Зиле и Вестерэнгер.

## Религии
Большинство населения состоит из лютеран.
В 2002 г. 68 % школьников являлись протестантами. Другие 11 % были католиками и 3,7 % мусульманинами. Остальные принадлежат другим религиям или не верующие.

## Фотографии

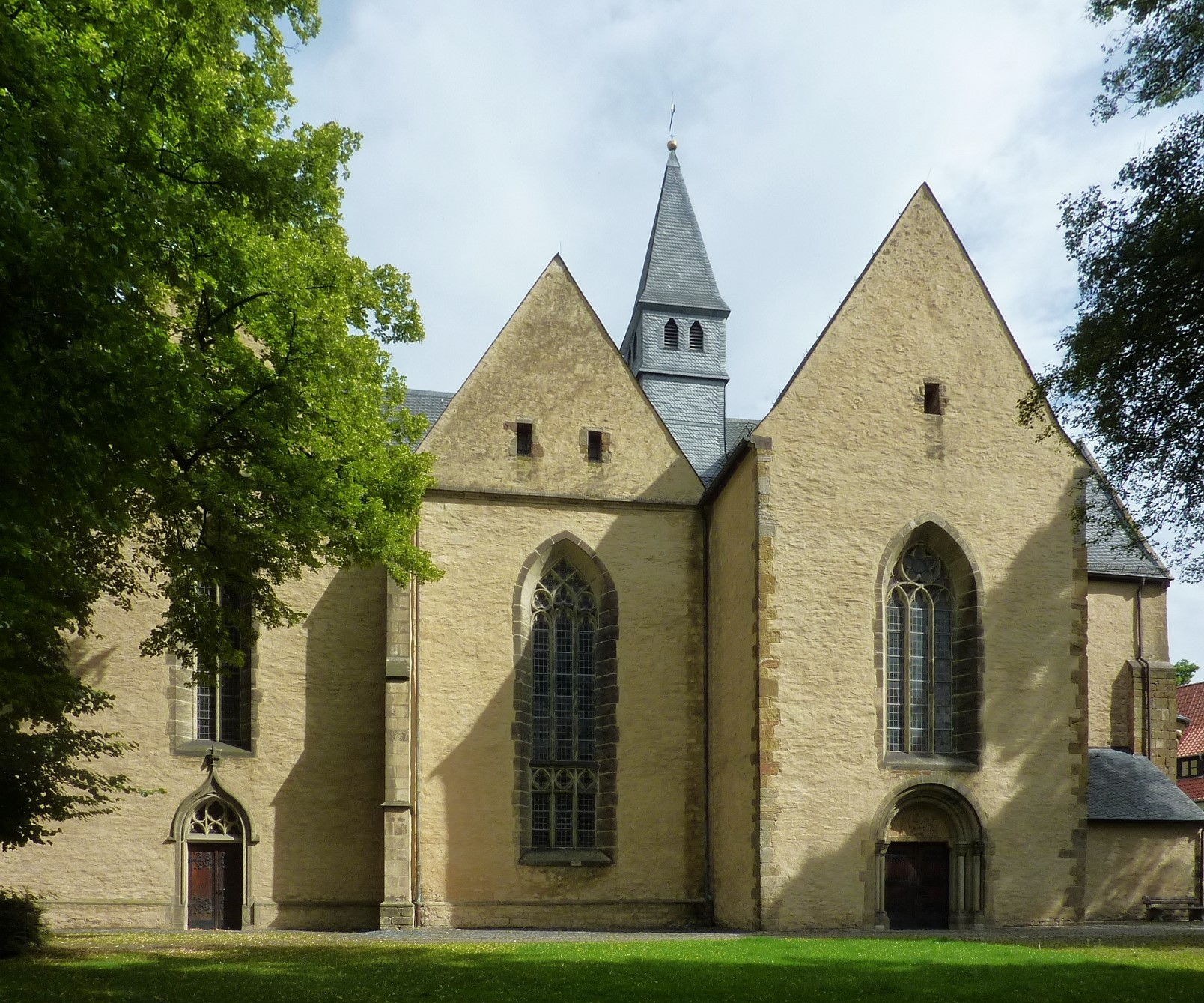
Штифтскирхе - Лютеранский храм и самая большая церковь города. Здесь находятся мощи Видукинда.
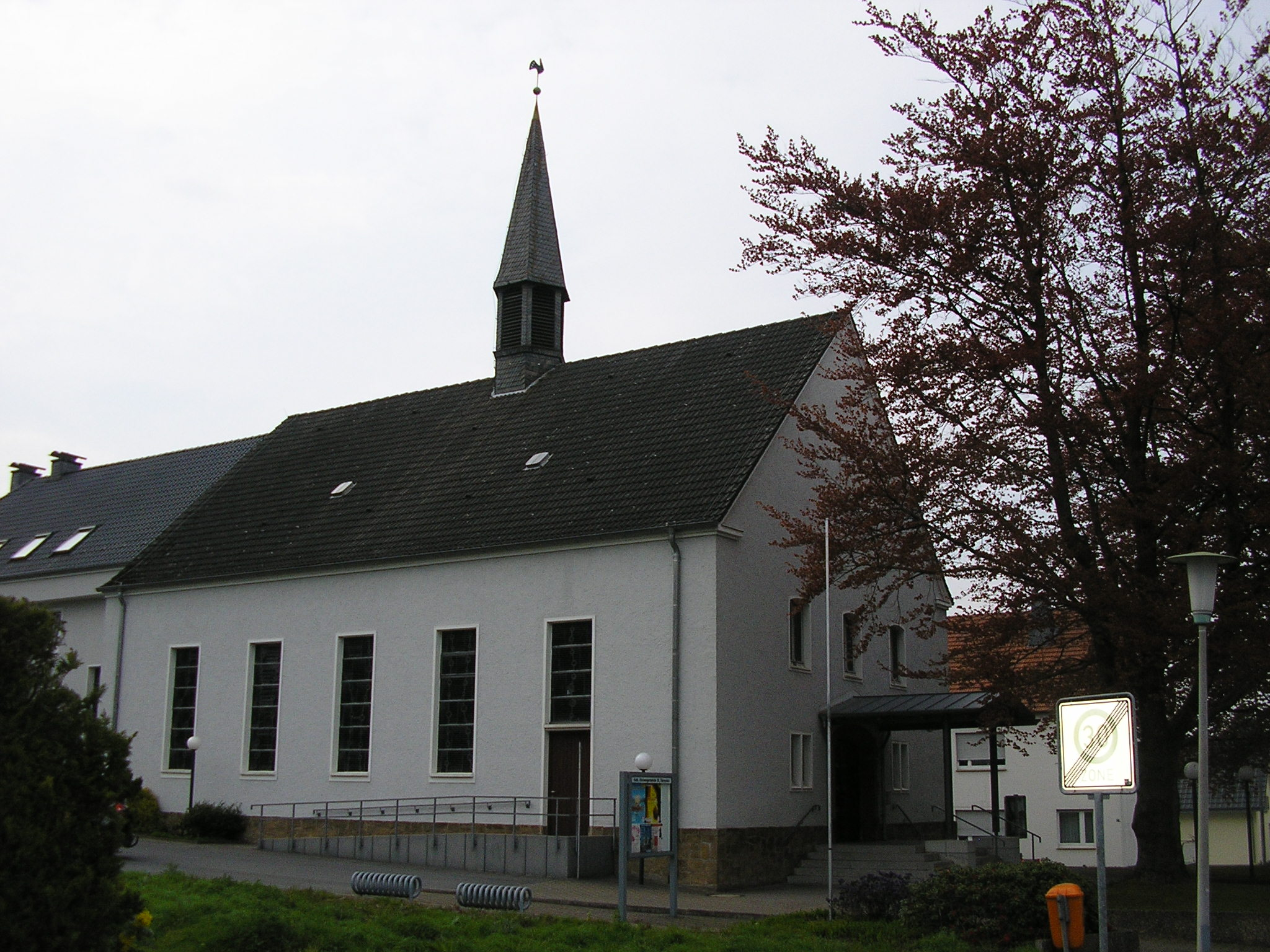
Католический храм
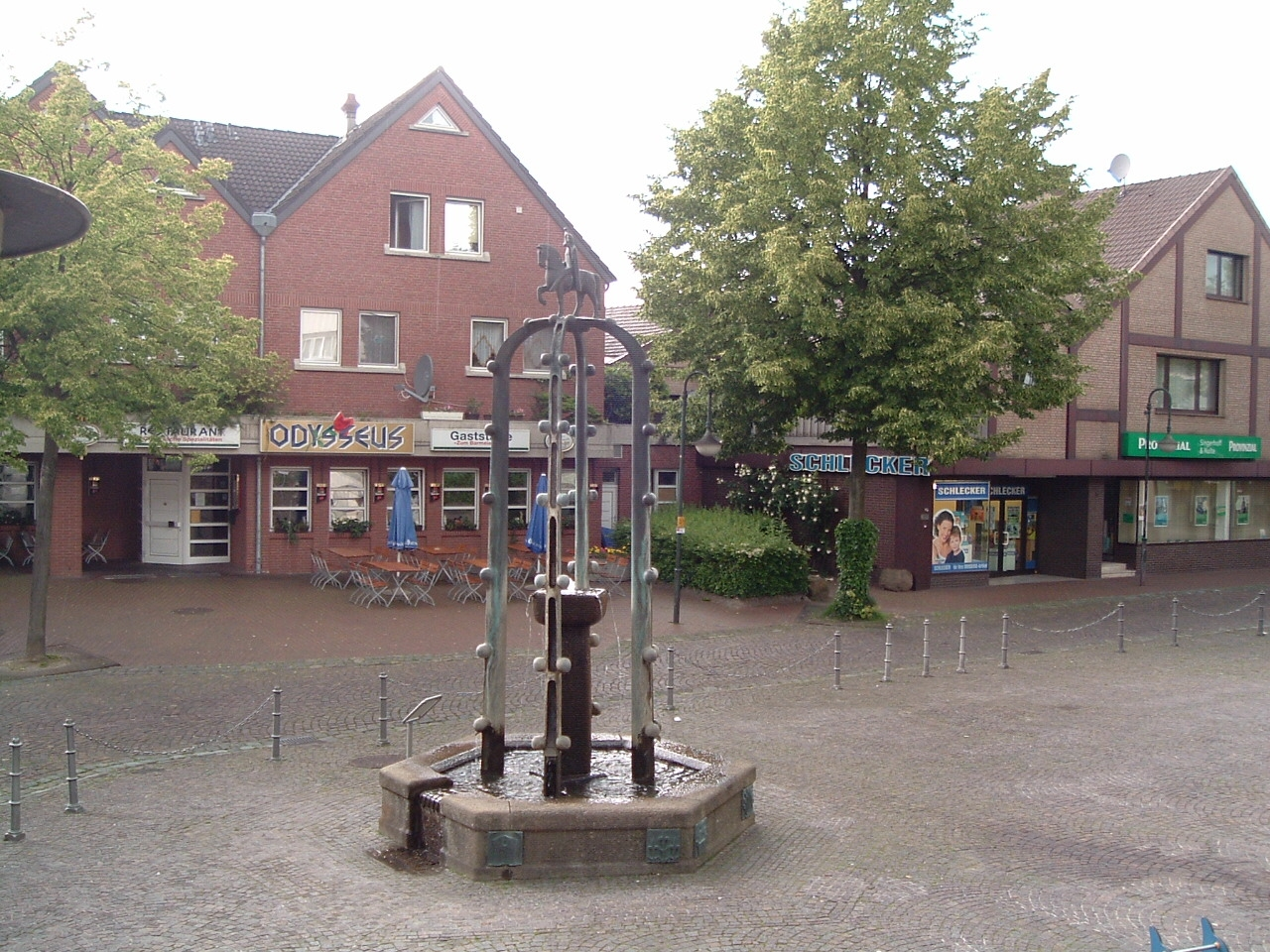
Видукиндбруннен - Старинный колодец
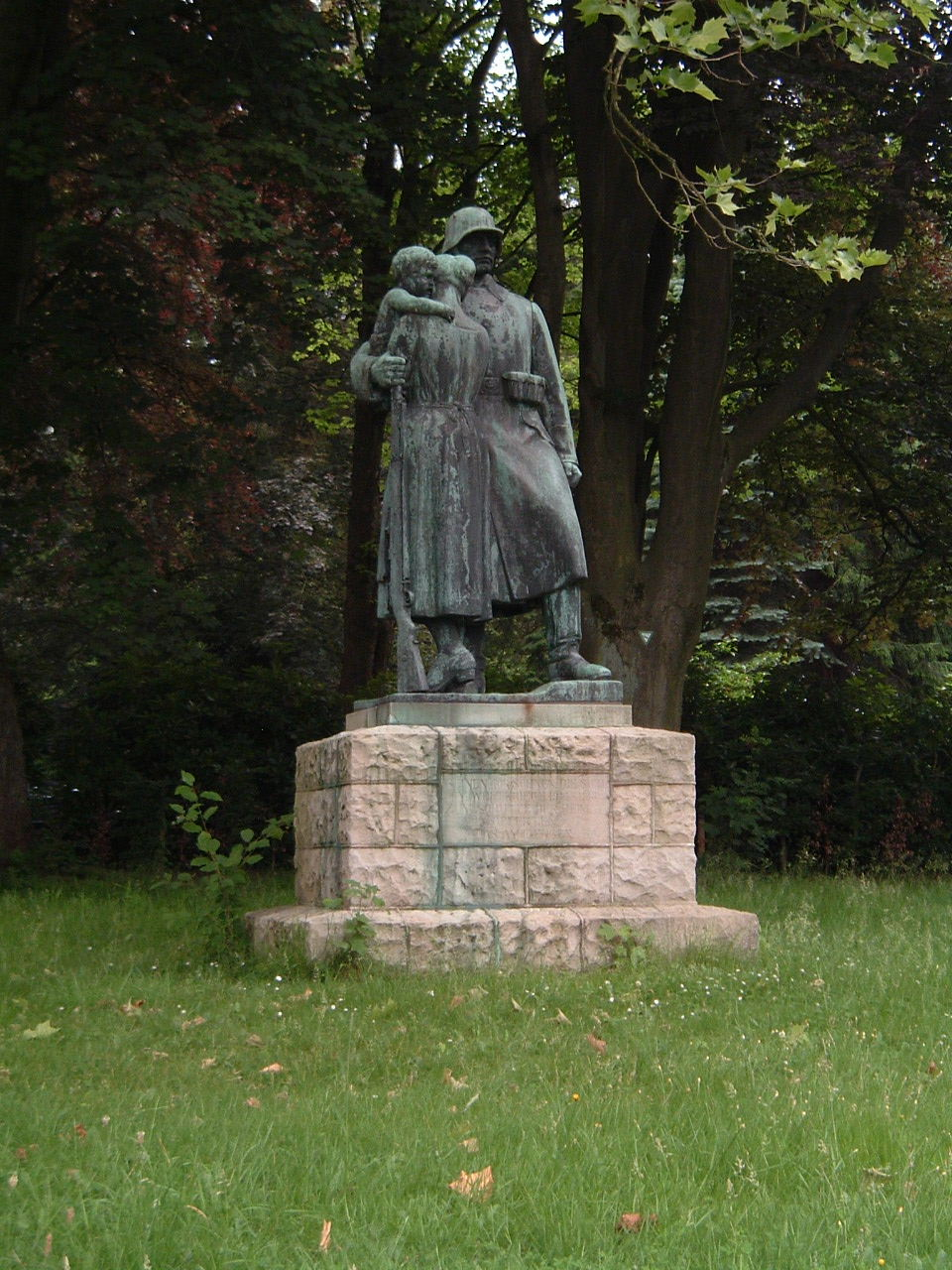
Военный мемориал первой мировой войны.
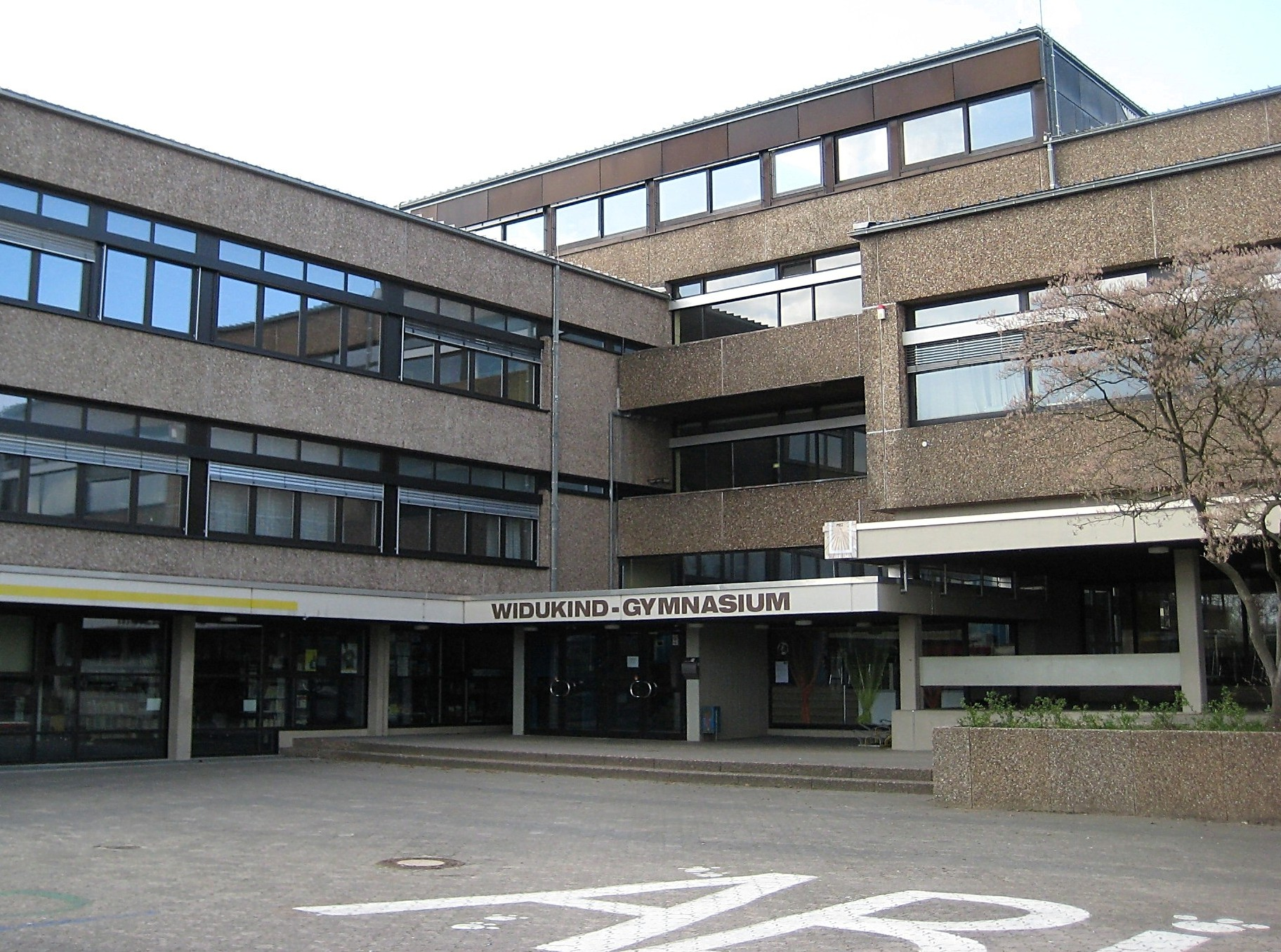
Школа (Гимназия)
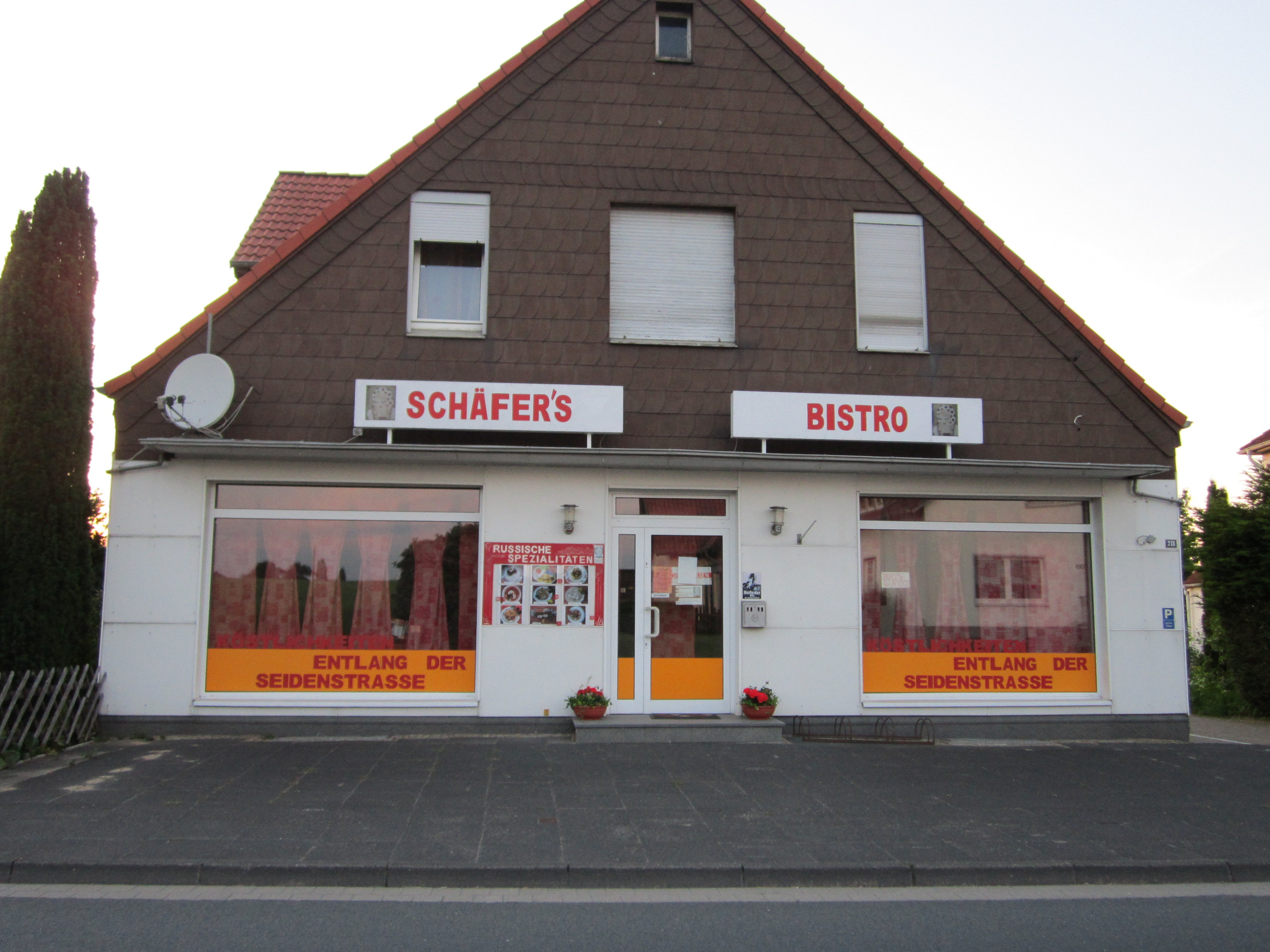
Русское бистро в Энгере которое открыли переселенцы из стран СНГ
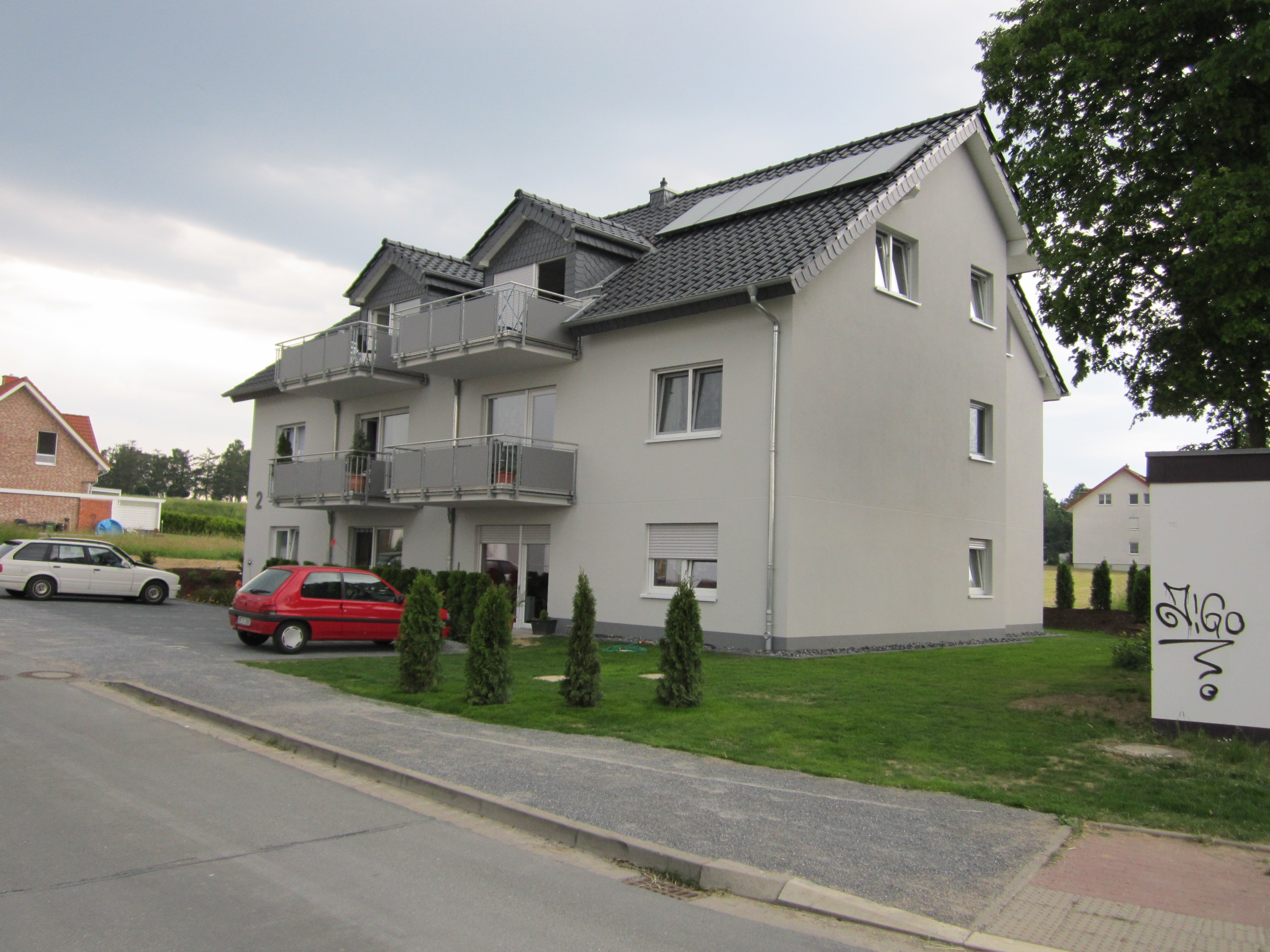
Новостройки в Вестеренгере
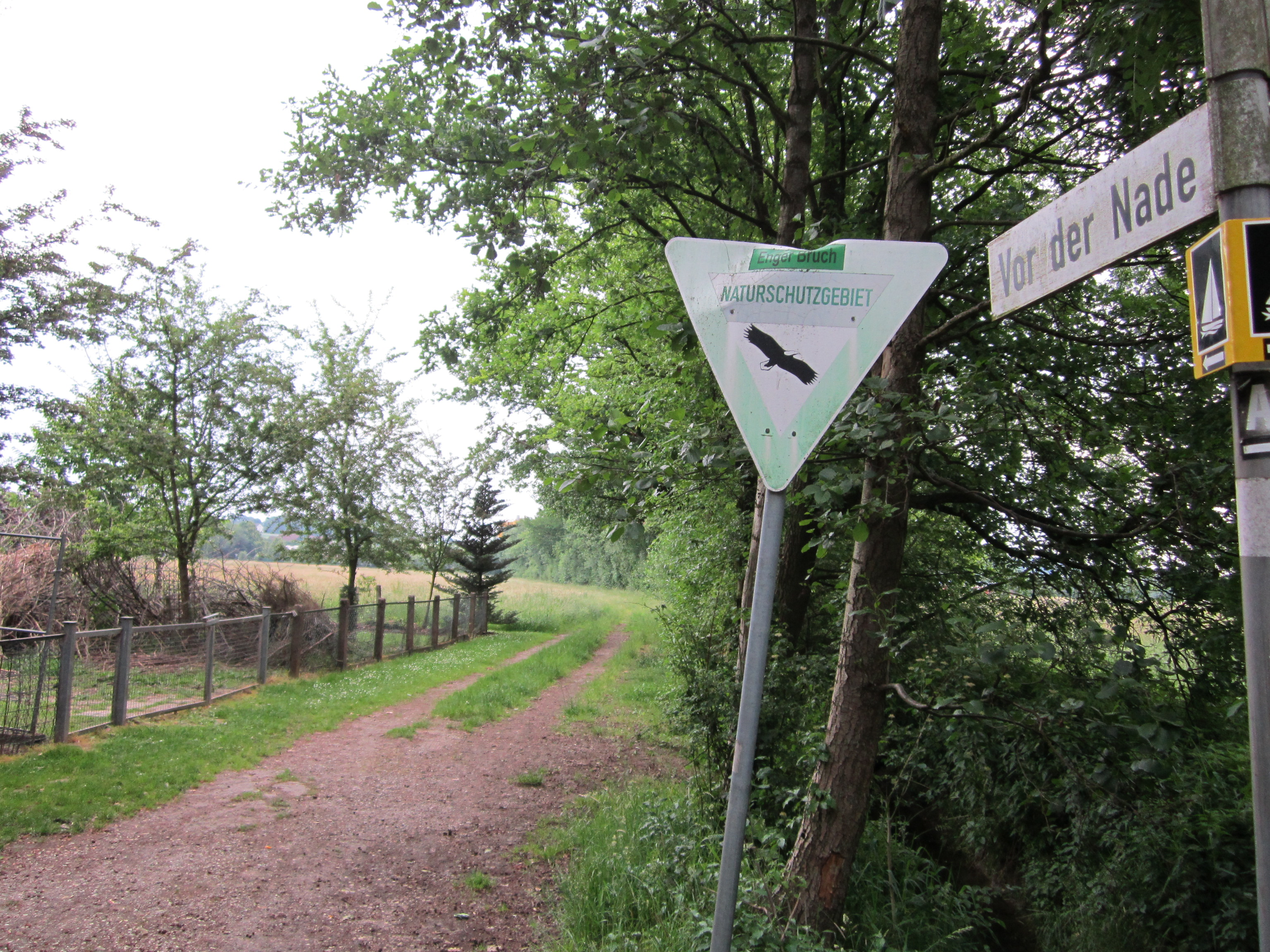
Природный заповедник Энгер Брух
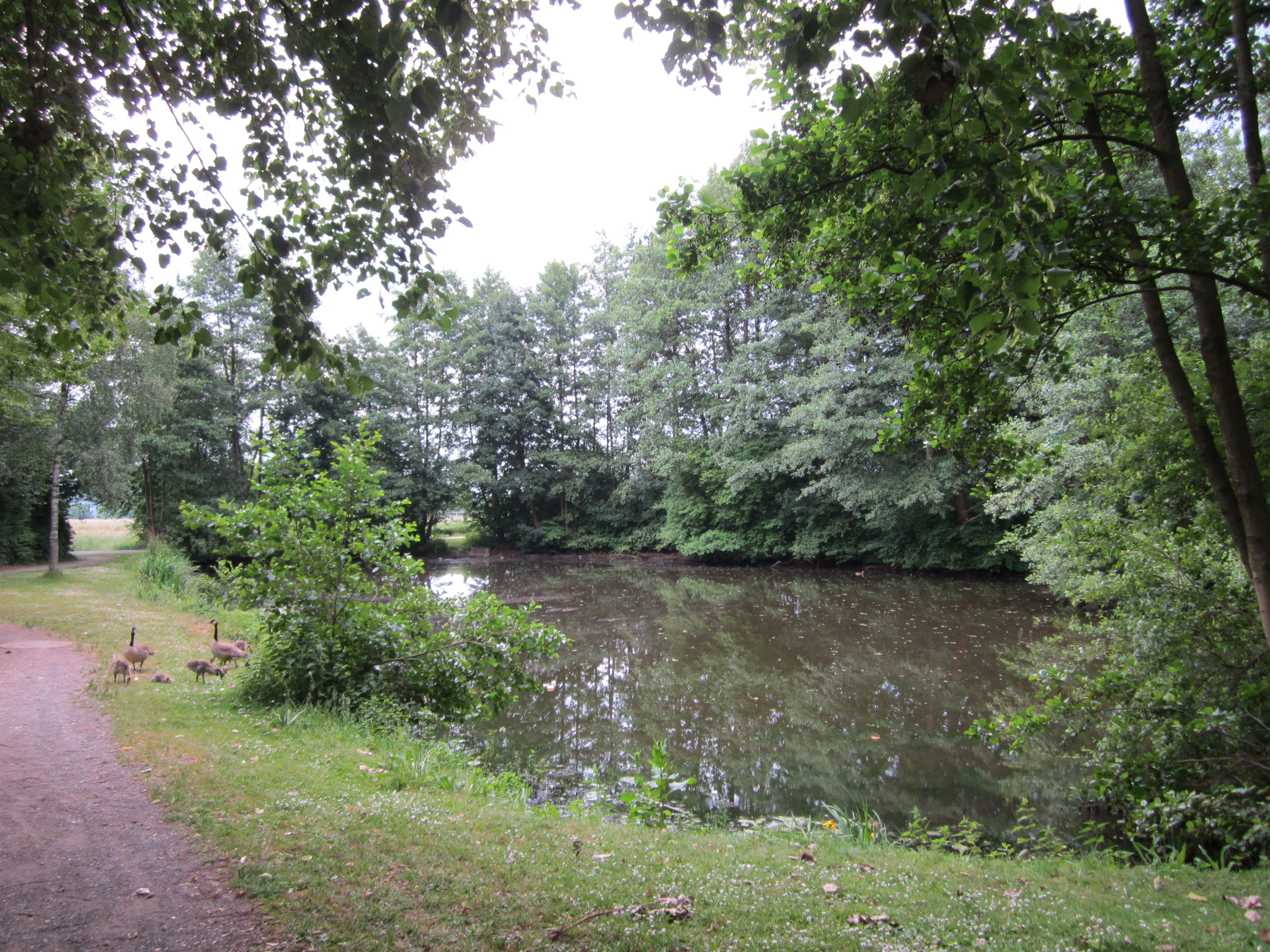
Пруд в Энгер Брухе

## Города-побратимы
В 1990 г. породнённый город Энгера стал город Лихтенштайн в Саксонии.